# Liste von männlichen Pornodarstellern
Die Liste von männlichen Pornodarstellern enthält die Künstlernamen, Geburtsjahre, gebürtigen Namen, Nationalitäten und weitere berufliche oder künstlerische Tätigkeiten bekannter männlicher Pornodarsteller. Der zweite Teil des Künstlernamens wird wie ein Familienname behandelt und entsprechend sortiert (zu Pornodarstellerinnen siehe diese Liste).

## A
- Buck Adams (* 1955 als Charles Stephen Allen; † 2008), US-amerikanischer Pornodarsteller und -regisseur
- Tag Adams (* 1972), US-amerikanischer Pornodarsteller
- Rafael Alencar (* 1978), brasilianischer Pornodarsteller und Model
- Richard Allan (* 1942 als Richard Lemieuvre), französischer Schauspieler und ehemaliger Pornodarsteller
- Julian Andretti (* 1970 als James Julian Rios), US-amerikanischer Pornodarsteller chilenischer Herkunft
- Buck Angel (* 1962), transsexueller US-amerikanischer Pornodarsteller und Regisseur von Pornofilmen
- Jessy Ares (* 1980), deutsch-amerikanischer Pornodarsteller, Model und Sänger
- Brad Armstrong (* 1965 als Rodney Hopkins), kanadischer Pornodarsteller sowie Pornofilmregisseur und -produzent
- Jay Ashley (* 1971), US-amerikanischer Pornodarsteller und Regisseur von Pornofilmen
- Zeb Atlas (* 1970), US-amerikanischer Pornodarsteller, Bodybuilder und Model

## B
- Calvin Banks (* 1997), US-amerikanischer Pornodarsteller
- Horst Baron (* 1962), ehemaliger deutscher Pornodarsteller und aktiver Schauspieler
- Griffin Barrows (* 1988), US-amerikanischer homosexueller Pornodarsteller
- Paul Barresi (* 1949), US-amerikanischer Pornodarsteller und -regisseur
- Thom Barron (* 1971), deutscher Pornodarsteller
- Rod Barry (* 1971), US-amerikanischer Pornodarsteller
- Otto Bauer (* 1965), US-amerikanischer Pornodarsteller und -regisseur
- Antonio Biaggi (* 1978), puerto-ricanischer Pornodarsteller
- Bob Birdsong (* 1948), US-amerikanischer Bodybuilder und kurzzeitiger Pornodarsteller
- Kristen Bjorn (* 1957), englischer Filmregisseur und Produzent homosexueller Pornofilme sowie ehemaliger Pornodarsteller
- Blue Blake (* im 20. Jahrhundert), britischer Pornodarsteller und Filmproduzent pornografischer Filme
- Flex-Deon Blake (* 1962; † 2021), US-amerikanischer Pornodarsteller
- Mick Blue (* 1976 als Michael Omelko), österreichischer Pornodarsteller
- James Bonn, (* 1959 als Jim Fimiani), US-amerikanischer Pornodarsteller
- Benjamin Bradley (* 1982 als Benjamin Lemke), US-amerikanischer Pornodarsteller
- Tomas Brand, (* 1968 als Håkan Isacsson), schwedischer Pornodarsteller und Model
- Michael Brandon (* 1965 als  Michael Phillips), US-amerikanischer Pornodarsteller und Filmregisseur
- Marcello Bravo (* 1978 als Markus Schloegl), österreichischer Pornodarsteller, Regisseur und Filmproduzent
- Brad Benton→ Dylan Vox
- Seymore Butts (* 1964 als Adam Glasser), US-amerikanischer Pornodarsteller und Pornofilmregisseur
- Tom Byron (* 1961 als Thomas Bryan Taliaferro, Jr.), US-amerikanischer Pornodarsteller

## C
- Caesar → Derek Michaels
- Rick Cassidy (* 1943 als Richard E. Ciezniak; † 2013), US-amerikanisches Model, Bodybuilder und Pornodarsteller
- Rex Chandler (* 1966 als Paul Dennis Fow), US-amerikanischer Pornodarsteller
- Tom Chase (* 1965), US-amerikanischer Pornodarsteller
- Christoph Clark (* 1958 als Gilbert Grosso), französischer Pornodarsteller und -regisseur
- Samuel Colt (Pornodarsteller) (* 1973), US-amerikanischer Pornodarsteller
- Brent Corrigan (* 1986 als Sean Paul Lockhart), US-amerikanisches Model, Schauspieler und Pornodarsteller
- Xander Corvus (* 1988 als Mychael Burns), US-amerikanischer Pornodarsteller und Sänger
- Steven St. Croix (* 1968 als Benjamin Banks), US-amerikanischer Pornodarsteller
- Damien Crosse (* 1982), US-amerikanischer Pornodarsteller
- Steve Cruz (* 1972), US-amerikanischer Pornodarsteller und -regisseur
- Calvin Culver (* 1943; † 1987), US-amerikanischer Schauspieler und Pornodarsteller
- Dave Cummings (* 1940 als David Conners; † 2019), US-amerikanischer Pornodarsteller, -regisseur und -produzent

## D
- Danny D (* 1987 als Matt Hughes), britischer Pornodarsteller und -produzent
- Francesco D’Macho (* 1978 oder 1979 als Oliviero Francesco Mori), italienischer Pornodarsteller, -regisseur und -filmproduzent
- Conny Dachs (* 1963 als Michael G. Konrad), deutscher Pornodarsteller, Moderator und Schauspieler
- Steven Daigle (* 1973), US-amerikanischer Pornodarsteller
- Van Darkholme (* 1972), US-amerikanischer Filmregisseur, Model, Performance-Künstler und Schauspieler mit vietnamesischen Wurzeln
- Ion Davidov (* 1974), ehemaliger rumänischer Pornodarsteller
- Mark Davis (* 1965 als Stephen Scott), britischer Pornodarsteller und -regisseur sowie Striptease-Tänzer
- Jake Deckard (* 1972 in Miami, Florida), US-amerikanischer Pornodarsteller, Filmregisseur und Model
- James Deen (* 1986 als Bryan Matthew Sevilla), US-amerikanischer Pornodarsteller
- Chris Diamond (* 1991), spanischer Pornodarsteller
- Karen Dior (* 1967 als Geoffrey Gann; † 2004), US-amerikanischer Pornofilmdarsteller
- Marc Anthony Donais → Ryan Idol
- Chad Donovan (* 1972), US-amerikanischer Pornodarsteller, Filmproduzent und Filmregisseur
- Tony Donovan (* 1979), US-amerikanischer Pornodarsteller
- Jon Dough (* 1962 als  Chester Anuszek; † 2006), US-amerikanischer Pornodarsteller
- Ray Dragon (* 1962), US-amerikanischer Modedesigner, Fotograf, Regisseur, Filmproduzent, Schauspieler und Pornodarsteller
- Trenton Ducati (* 1977), US-amerikanischer Pornodarsteller
- Markus Dupree (* 1988 als Алексей Маетный), russischer Pornodarsteller
- Jimmy Durano (* 1986), US-amerikanischer Pornodarsteller

## E
- Fredrik Eklund (* 1977), schwedischer ehemaliger Pornodarsteller
- Juan El Caballo Loco (* 1998), US-amerikanischer Pornodarsteller
- Jordi El Niño Polla (* 1994 als Ángel Muñoz), spanischer Pornodarsteller und Webvideoproduzent
- Ben English (1964 als Derek Hay), britischer Pornodarsteller und -regisseur
- Tag Eriksson → Fredrik Eklund
- Kris Evans (* 1986 als Csaba Szigeti), ungarischer ehemaliger Pornodarsteller, Model und Bodybuilder
- Brent Everett (* 1984 als Dustin Germain), kanadischer Pornodarsteller

## F
- Jonathan de Falco (* 1984), belgischer Pornodarsteller und vormaliger Fußballspieler
- Stany Falcone → Jonathan de Falco
- Manuel Ferrara (* 1975 als Manuel Jeannin), französischer Pornodarsteller und -regisseur
- Jan Fischer (* 1981), deutscher Pornodarsteller, Model, Moderator und DJ
- Dean Flynn (* 1981), US-amerikanischer Pornodarsteller
- Rod Fontana (* 1952 als Ronald Boyer), US-amerikanischer Pornodarsteller und -regisseur
- Colton Ford (1962–2025), US-amerikanischer Pornodarsteller, Schauspieler und Sänger
- Joe Foster (* 1976), australisch-US-amerikanischer Pornodarsteller
- Felix Fox (* 1999), US-amerikanischer Pornodarsteller
- Jean Franko (* 1976), spanischer Pornodarsteller venezolanischer Herkunft

## G
- Jamie Gillis (1943 als Jamey Ira Gurman; † 2010), US-amerikanischer Pornodarsteller
- Tommy Gunn (1967 als Thomas Joseph Strada), US-amerikanischer Pornodarsteller

## H
- Fred Halsted (* 1941; † 1989), US-amerikanischer Pornodarsteller und -regisseur
- Tim Hamilton (* 1982 als David Fiala), ist ein Blogger und tschechischer ehemaliger Pornodarsteller
- Tommy Hansen (* 1982 als Filip Trojovský), tschechischer Pornodarsteller
- Max Hardcore (* 1956 als Paul F. Little; † 2023), US-amerikanischer Pornodarsteller, -regisseur und -produzent
- Blake Harper (* 1968 als Peter Tiefenbach), kanadischer Pornodarsteller
- Corey Haynes → Brandon Rife
- Johnny Hazzard (* 1977 als Frankie Valenti), US-amerikanischer Pornodarsteller
- Roman Heart (* 1986 als Garrett Rubalcaba; † 2019), US-amerikanischer Pornodarsteller
- Dionisio Heiderscheid (* 1974), argentinischer Pornodarsteller und Model
- Billy Herrington (* 1969 als William Glen Harold Herrington; † 2018), US-amerikanischer Pornodarsteller und Model
- Chris Hilton (* 1967), deutscher ehemaliger Pornodarsteller und Produzent von Pornofilmen
- John Holmes (* 1944; † 1988), US-amerikanischer Pornodarsteller
- Steve Holmes (* 1961), deutscher Pornodarsteller
- Steve Hooper (* 1970), britischer Pornodarsteller und ein Model
- Mike Horner (* 1955 als Donald Thomas Hart), US-amerikanischer Pornodarsteller
- Chad Hunt (* 1975), US-amerikanischer Pornodarsteller
- Chase Hunter (* im 20. Jahrhundert), US-amerikanischer Pornodarsteller

## I
- Brandon Iron (* 1968; † 2019), kanadischer Pornodarsteller und -regisseur
- Ryan Idol (* 1966), US-amerikanischer Pornodarsteller

## J
- Cameron Jackson (* 1986), tschechischer Pornodarsteller
- Darren James (* 1965 als Darren Keith Edwards), US-amerikanischer ehemaliger Pornodarsteller
- Doug Jeffries (* 1966), US-amerikanischer Filmregisseur, Drehbuchautor, Pornodarsteller und Filmproduzent
- Ron Jeremy (* 1953 als Ronald Jeremy Hyatt), US-amerikanischer ehemaliger Pornodarsteller und Schauspieler
- Spyder Jonez → Evan Seinfeld
- Jules Jordan (* 1972 als Ashley Gasper), US-amerikanischer Pornodarsteller sowie -regisseur und -produzent
- Tom Judson (* 1960), US-amerikanischer Schauspieler, Komponist und Pornodarsteller

## K
- Robert Kerman (* 1947; † 2018), US-amerikanischer Schauspieler und vormaliger Pornodarsteller
- Adam Killian (* 1975), US-amerikanischer Pornodarsteller
- Tim Kincaid (* 1944), US-amerikanischer Regisseur, Drehbuchautor und Filmproduzent sowie zeitweiliger Pornodarsteller
- Chad Knight (* 1970), US-amerikanischer Pornodarsteller
- Wilfried Knight (* 1975 als Wilfried Jean-Pierre Chevalier; † 2013), französischer Pornodarsteller

## L
- Joe Landon (* 1976 als Brian Benham), US-amerikanischer ehemaliger Pornodarsteller
- Richard Langin (* 1963), französischer ehemaliger Pornodarsteller
- Bud Lee (* 1955 als Cameron Lyndon Bennett), US-amerikanischer Regisseur und Produzent von Pornofilmen und früherer Pornodarsteller
- Keiran Lee (* 1984 als Adam Lee Diksa), britischer Pornodarsteller
- John Leslie (* 1945 als John Leslie Nuzo; † 2010), US-amerikanischer Pornodarsteller und -regisseur
- Kurt Lockwood (* 1970), US-amerikanischer Schauspieler, Musiker und Pornodarsteller
- Barrett Long (* 1982), US-amerikanischer Pornodarsteller
- Michael Lucas (* 1972 als Андрей Львович Трейвас), US-amerikanischer Pornodarsteller und -regisseur

## M
- Luka Rocco Magnotta (* 1982 als Eric Clinton Kirk Newman), verurteilter kanadischer Mörder, Tierquäler und ehemaliger Pornodarsteller
- Marco Majewski (* 1984), deutscher Bodybuilder, Stripper, Partyschlagersänger, Pornodarsteller und Fotomodell
- Mr. Marcus (* 1970 als Jesse Spencer), US-amerikanischer Pornodarsteller
- Kō Masaki (jap. 真崎 航, Masaki Kō; * 1983; † 2013 in Japan), japanischer Pornodarsteller und Model
- Derek Michaels (1973), US-amerikanischer Pornodarsteller
- Sean Michaels (* 1958 als Andre Allen), US-amerikanischer Pornodarsteller und -regisseur
- Árpád Miklós (* 1967 als Peter Kozma; † 2013), ungarischer Pornodarsteller
- Joey Mills (* 1998), US-amerikanischer Pornodarsteller
- Yoshiya Minami (jap. 南 佳也, Minami Yoshiya; * 1971), japanischer Pornodarsteller
- Slava Mogutin (* 1974 als Ярослав Юрьевич Могутин), russischer Journalist, Autor und Fotograf sowie zeitweiliger Pornodarsteller
- Jonathan Morgan (* 1966 als Scott Gallegos), US-amerikanischer Pornodarsteller, Regisseur, Produzent und Drehbuchautor

## N
- Scott Nails (* 1982), US-amerikanischer Pornodarsteller
- Kent North (eigentlich Ben Grey, * 1971; † 2007), britischer Pornodarsteller
- Pavel Novotný (* 1977 als Jaroslav Jiřík), tschechischer Pornodarsteller

## P
- Richard Pacheco (* 1948), US-amerikanischer ehemaliger Pornodarsteller und Filmregisseur
- Jean Pallett (* 1970 als Dirk Moor), deutscher Pornodarsteller
- Jeff Palmer (* 1975 David Zuloaga), US-amerikanischer Pornodarsteller
- Al Parker (* 1952 als Andrew Robert Okun; † 1992), US-amerikanischer Filmregisseur, Filmproduzent und Pornodarsteller
- Brad Patton (* 1972 als Joel Mangs), australisch-schwedischer ehemaliger Pornodarsteller
- Sachsen-Paule (* 1969 als Heiko Herlofson), deutscher ehemaliger Pornodarsteller
- Johan Paulik (* 1975 als Daniel Ferenčík), slowakischer Pornodarsteller
- Dean Phoenix (* 1974 als Curtis D. Hutchinson), US-amerikanischer Pornodarsteller
- Tommy Pistol (* 1976 als Aramis Sartorio), US-amerikanischer Pornodarsteller
- Gabriel Pontello (* zwischen 1945 und 1955), französischer Filmschauspieler, Pornodarsteller, Regisseur und Filmproduzent von Pornofilmen.
- Ed Powers (* 1954 als Mark Arnold Krinsky), US-amerikanischer Pornodarsteller, -regisseur und -produzent
- Brian Pumper (* 1981), US-amerikanischer Pornodarsteller

## R
- Jack Radcliffe (* 1960 als Frank Martini), ehemaliger US-amerikanischer Pornodarsteller
- Zenza Raggi (* 1970 als Karim Sabaheddine), marokkanisch-deutscher Pornodarsteller und Regisseur
- Harry Reems (* 1947 als Herbert Streicher; † 2013), US-amerikanischer Schauspieler und Pornodarsteller
- Simon Rex (* 1974), US-amerikanischer Schauspieler und vormaliger Pornodarsteller
- Erik Rhodes (* 1982 als James Naughtin; † 2012), US-amerikanischer Pornodarsteller
- Toni Ribas Toni Ribas (* 1975), spanischer Pornodarsteller und -regisseur
- Jason Ridge (* 1974), US-amerikanischer Pornodarsteller
- Lukas Ridgeston (* 1974), slowakischer Pornodarsteller
- Brandon Rife (* 1994), US-amerikanischer Schauspieler und Model sowie vormaliger Pornodarsteller
- Blake Riley (* 1986), US-amerikanischer Pornodarsteller
- Hal Rockland (* 1975), ehemaliger US-amerikanischer Pornodarsteller
- Vince Rockland (* 1973), US-amerikanischer Pornodarsteller
- Chet Roberts → Tag Adams
- Robert Rosenberg (* 1975), tschechischer Pornodarsteller
- Rob Rotten (* 1981), US-amerikanischer Pornodarsteller und -regisseur
- Guy Royer (* 1944; † 2005), französischer Schauspieler und Pornodarsteller
- Matthew Rush (* 1972 als Gregory Grove), US-amerikanischer Schauspieler und Pornodarsteller
- Ken Ryker (* 1972), US-amerikanischer Pornodarsteller

## S
- François Sagat (* 1979), französisches Model und Pornodarsteller
- Tyler Saint (* 1965), US-amerikanischer Pornodarsteller
- Diego Sans (* 1989 als Luiz Faria), brasilianischer Pornodarsteller
- Herschel Savage (* 1952 als Harvey Cohen; † 2023), US-amerikanischer Pornodarsteller
- Marcel Schlutt (* 1977), deutscher Schauspieler, Pornodarsteller, Moderator und Fotograf
- Evan Seinfeld (* 1965), US-amerikanischer Musiker, Filmregisseur, Fotograf und Autor sowie ehemaliger Pornodarsteller
- Hakan Serbes (* 1974), deutscher Pornodarsteller
- Mark Shannon (* 1939 als Manlio Cersosimo; † 2018), italienischer Schauspieler und Pornodarsteller
- Aiden Shaw (* 1966), britischer Schauspieler, Autor und Pornodarsteller
- Rocco Siffredi (* 1964 als Rocco Antonio Tano), italienischer Pornodarsteller sowie Produzent und Regisseur
- Long Dong Silver (* 1960 als Daniel Arthur Mead), britischer Pornodarsteller
- Joey Silvera * (1951 als Joseph Nassivera), US-amerikanischer Pornodarsteller sowie Regisseur und Produzent
- Jack Simmons (* 1970), US-amerikanischer Pornodarsteller
- Johnny Sins (* 1978 als Steve Wolfe), ist ein US-amerikanischer Pornodarsteller und Webvideoproduzent
- Ricky Sinz (* 1980), US-amerikanischer Pornodarsteller
- B. J. Slater (* 1965), US-amerikanischer Pornodarsteller
- J. D. Slater (* 1955), US-amerikanischer Filmregisseur, Komponist und Pornodarsteller
- Michael Soldier (* 1967), US-amerikanischer Pornodarsteller
- Randy Spears (* 1961 als Gregory Allan Deuschle), ehemaliger US-amerikanischer Pornodarsteller
- Zak Spears (* 1965 als Khristofor Lawl Rossianov), US-amerikanischer Pornodarsteller
- Ken Sprague (* 1945), US-amerikanischer Bodybuilder, Lehrer, Autor, Model, Pornodarsteller und Unternehmer
- John Stagliano (* 1951), US-amerikanischer Pornodarsteller und -regisseur
- Manuel Stallion (* 1981), deutscher Pornodarsteller/-produzent und Schauspieler
- Jake Steed (* 1972 als Jason Okeze), US-amerikanischer Pornodarsteller
- Titus Steel (* 1975), rumänischer Pornodarsteller
- Chris Steele (* 1966), US-amerikanischer Filmregisseur, Drehbuchautor, Filmproduzent und Pornodarsteller
- Lexington Steele (* 1969 als Clifton Todd Britt), US-amerikanischer Pornodarsteller und -regisseur
- Rocco Steele (* im 20. Jahrhundert), US-amerikanischer Pornodarsteller und Unternehmer
- Joey Stefano (* 1968 als Nicholas Anthony Iacona Jr.; † 1994), US-amerikanischer Pornodarsteller
- Justin Sterling (* 1968 als John George Grdina), US-amerikanischer Pornodarsteller, -regisseur und -produzent
- Evan Stone (* 1964), US-amerikanischer Pornodarsteller
- Criss Strokes (* 1985 als Christopher Ryan Chandler), ist ein US-amerikanischer Pornodarsteller
- Jeff Stryker (* 1962 als Charles Peyton), US-amerikanischer Pornodarsteller
- Matt Summers (* im 20. Jahrhundert), US-amerikanischer Pornodarsteller
- Castro Supreme (* 1976), US-amerikanischer Pornodarsteller und Model
- Eric Swiss (* 1975), US-amerikanischer Pornodarsteller

## T
- Philipp Tanzer (* 1977), deutscher Pornodarsteller und DJ
- Christian Taylor (* 1980), ehemaliger US-amerikanischer Pornodarsteller
- Tony Tedeschi (* 1964 als Peter Vincent Iannotti), US-amerikanischer Pornodarsteller
- Simon Thaur (* 1960), österreichischer Musiker, Pornofilmproduzent und ehemaliger Pornofilmdarsteller
- Paul Thomas (* 1947 als Philip Toubus), US-amerikanischer Pornodarsteller, -regisseur und Schauspieler
- Titof (* 1973), französischer Pornodarsteller, -schauspieler und -regisseur
- Roman Todd (* 1985), US-amerikanischer Pornodarsteller
- Cole Tucker (* 1953 als Richard Allen Karp; † 2015), US-amerikanischer Pornodarsteller
- Tiger Tyson (* 1977), US-amerikanischer Pornodarsteller

## V
- Jean Val Jean (* 1980 als Emmanuel Delcour), französischer Küchenchef, Personal Trainer und ehemaligen Pornodarsteller
- Robert Van Damme (* 1969), tschechischer Pornodarsteller
- Bruce Venture (* 1985 als Garrett Don Couto), US-amerikanischer Pornodarsteller
- Nacho Vidal (* 1973 als Ignacio Jordà González), spanischer Pornodarsteller und Filmregisseur
- Voodoo (* 1977 als Alexandre Boisvert), US-amerikanischer Pornodarsteller und Schauspieler
- Vince Vouyer (* 1966 John Albert LaForme), US-amerikanischer Pornodarsteller
- Dylan Vox (* 1974), US-amerikanischer Schauspieler und Pornodarsteller

## W
- Diesel Washington (* 1976), US-amerikanischer Pornodarsteller
- Markus Waxenegger (* 1974 in Wien), ehemaliger österreichischer Pornodarsteller
- Randy West (* 1947; eigentlich Andrew Jay Abrams), US-amerikanischer Pornodarsteller und -produzent
- Josh Weston (* 1973 als Chad Hull; † 2012), US-amerikanischer Pornodarsteller und Fitnesstrainer
- Alex Wilcox (* 1973), US-amerikanischer Pornodarsteller
- Kevin Williams (* 1965), US-amerikanischer Pornodarsteller
- Pierre Woodman (* 1963), französischer Fotograf und Regisseur von sowie Darsteller in Pornofilmen
- Ralph Woods (* 1986 in Québec), kanadischer Pornodarsteller
- Wesley Woods (* 1986 als Shane Henderson), US-amerikanischer, ehemaliger Pornodarsteller und Standup-Comedian
- Bret Wolfe (* 1975 in San Francisco), US-amerikanischer Pornodarsteller
- Jack Wrangler (* 1946 als John Robert Stillman; † 2009), US-amerikanischer Schauspieler, Pornodarsteller und Filmregisseur